# Muhammad Osman Said
Muhammad Osman Said (Fezzan, 17 ottobre 1924 – Rabat, 31 dicembre 2007) è stato un politico libico, Primo ministro della Libia dall'ottobre 1960 al marzo 1963..